# Élections communales marocaines de 2021
Les élections communales marocaines de 2021 ont lieu le 8 septembre 2021 afin de renouveler pour six ans les membres des conseils communaux du Maroc. Des élections législatives et régionales ont lieu simultanément.
Tout comme les législatives, le scrutin est une sévère défaite pour le Parti de la justice et du développement (PJD), au profit de ses rivaux du Rassemblement national des indépendants (RNI), du Parti authenticité et modernité (PAM) et du Parti de l’Istiqlal (PI). Le PJD perd ainsi le contrôle de grandes villes comme Rabat, Marrakech, Fès, Casablanca et Tanger.

## Résultats
|       | Rassemblement national des indépendants (RNI) |  |     | 9 959  |  |  |  |  |  |
|       | Parti authenticité et modernité (PAM)         |  |     | 6 210  |  |  |  |  |  |
|       | Parti de l'Istiqlal (PI)                      |  |     | 5 600  |  |  |  |  |  |
|       | Union socialiste des forces populaires (USFP) |  |     | 2 415  |  |  |  |  |  |
|       | Mouvement populaire (MP)                      |  |     | 2 253  |  |  |  |  |  |
|       | Union constitutionnelle (UC)                  |  |     | 1 626  |  |  |  |  |  |
|       | Parti du progrès et du socialisme (PPS)       |  |     | 1 532  |  |  |  |  |  |
|       | Parti de la justice et du développement (PJD) |  |     | 777    |  |  |  |  |  |
|       | Autres                                        |  |     | 1 525  |  |  |  |  |  |
|       |                                               |  |     |        |  |  |  |  |  |
| Total | Total                                         |  | 100 | 31 897 |  |  |  |  |  |